# سیناتروک دوم

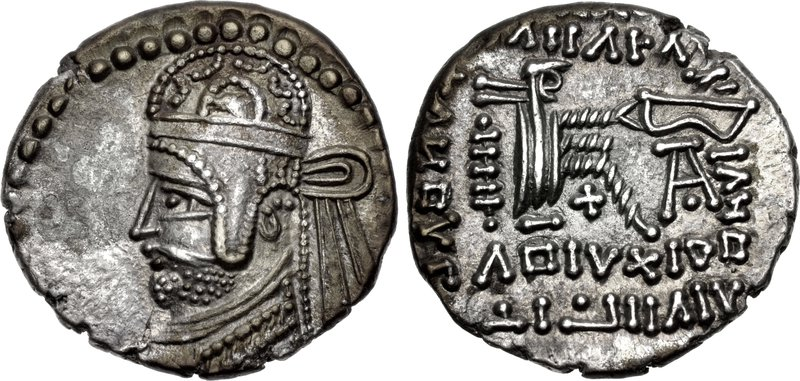
سکه سیناتروک دوم

سیناتروک دوم یا سنتروک دوم پسر مهرداد پنجم اشکانی بود. وی در دوران سلطنت عموی خود خسرو مدعی تاج و تخت شد.
در سال ۱۱۶ میلادی، تراژان امپراتور روم، خسرو را شکست داد و تیسفون را تصرف کرد و پارتاماسپت را به حکمرانی آنجا منصوب نمود و اعلام کرد که بین‌النهرین یکی از ایالات امپراتوری روم است.
سیناتروک همراه پدرش مهرداد پنجم علیه پارتاماسپتس حاکم دست نشانده رومیان به مبارزه پرداخت و پارتاماسپتس مدتی بعد به خاطر مشکلات پس از مرگ تراژان مجبور به خروج از ایران شد و در نهایت ارتش روم توسط هادریان، امپراتور جدید روم که علاقه‌مند به نبرد در شرق نبود، فراخوانده شد و ارمنستان و بین‌النهرین را از ارتش روم خالی کرد و تاج و تخت شهر خسروان (اسروئن) از سوی هادریان به پارتاماسپتس داده شد که در آن جا سلسله‌ای تأسیس کرد.
در این بین سیناتروک در ۱۱۶ میلادی موفق شد تا از خلأ به وجود آمده در قدرت استفاده نماید و چند ماه به عنوان جانشین خسرو بر قسمتی از امپراتوری اشکانیان حکومت نمود و به نام سیناتروک دوم سکه‌های اشکانی ضرب نمود. در نهایت خسرو اول مجدداً قدرت را در دست گرفت و مهرداد پنجم نیز جانشین وی شد و بعد از خسرو همراه رقیب دیگرش بلاش سوم از ۱۲۹ تا ۱۴۰ میلادی حکومت نمود.